# Cooper Motorcycles
Cooper fue una marca histórica de motocicletas con oficinas de ventas en Burbank California, Estados Unidos. Estas motocicletas fueron fabricadas en México.
Frank Cooper era un distribuidor de motocicletas de Maico cuando contrató a la empresa mexicana Moto Islo para producir motocicletas de enduro y motocross.
Estas motocicletas usaban un motor basado en un motor de la marca Mi Val, una patente italiana que fue comprada por Moto Islo y con especificaciones de desplazamiento basadas en el motor japonés Yamaha 250.
Frank Cooper importó las motocicletas a los Estados Unidos a principios de la década de 1970 y las comercializó como motocicletas Cooper.
Entre otras motocicletas, fabricó una motocicleta Enduro de 250 cc "legal para la calle" que presentaba un motor de dos tiempos de la marca Islo y fue diseñada por Malcolm Smith. Tenía algunos problemas de fabricación, tales como: el piñón de transmisión era demasiado grande y la cadena estaba desgastada en la carcasa del motor. Si bien tenía un buen manejo, no estaba a la altura de los modelos Suzuki TM250 o Husqvarna de la misma época.
La fábrica mexicana de Islo también fabricó una motocicleta de prueba de 1971 a 1975 llamada GRM (Grape Vine Racing Motors) que fue importada a los Estados Unidos, diseñada e importada por Bill Grape Vine. Islo también suministró los motores para Jones Motorsports of California, que tenía la franquicia de motocicletas AMMEX.

Luego, alrededor de 1982, la empresa internacional Honda adquirió las instalaciones de fabricación y el nombre de Islo. Desde el año 2000, la marca ha resurgido en el mercado mexicano bajo la propiedad de Moto Road S.A. de C.V.; la misma empresa que actualmente es propietaria de la marca de motos Carabela
- Datos: Q1869863